# Shanghai Golden Grand Prix 2011
Lo Shanghai Golden Grand Prix 2011 è stato la 5ª edizione dell'annuale meeting di atletica leggera che ha avuto luogo allo Stadio di Shanghai, situato nell'omonima città, dalle ore 18:30 alle 21:55 UTC+8 del 15 maggio 2011. Il meeting è stato inoltre la seconda tappa del circuito IAAF Diamond League 2011.

## Programma
Il meeting vedrà lo svolgimento di 16 specialità, 7 maschili e 9 femminili e tutte queste saranno valide per la Diamond League.
| # | Orario | Specialità             |
| - | ------ | ---------------------- |
| 1 | 20:15  | 1500 m                 |
| 2 | 20:32  | Salto in lungo         |
| 3 | 20:34  | Lancio del giavellotto |
| 4 | 20:40  | 400 m                  |
| 5 | 20:50  | 3000 m siepi           |
| 6 | 21:20  | 100 m                  |
| 7 | 21:54  | 110 m hs               |

| # | Orario | Specialità       |
| - | ------ | ---------------- |
| 1 | 18:30  | Getto del peso   |
| 2 | 18:40  | Lancio del disco |
| 3 | 18:50  | Salto triplo     |
| 4 | 19:40  | Salto con l'asta |
| 5 | 19:42  | Salto in alto    |
| 6 | 20:05  | 400 m hs         |
| 7 | 20:30  | 100 m            |
| 8 | 21:10  | 800 m            |
| 9 | 21:27  | 5000 m           |

     Specialità valide per la Diamond League

## Risultati
Di seguito i primi tre classificati di ogni specialità.

### Uomini
| Specialità             |                       | Prestazione | 2º classificato     | Prestazione | 3º classificato      | Prestazione |
| 100 m                  | Asafa Powell          | 9.95        | Michael Rodgers     | 10.01       | Mario Forsythe       | 10.12       |
| 400 m                  | Calvin Smith          | 45.47       | Greg Nixon          | 45.50       | David Neville        | 45.58       |
| 1500 m                 | Nixon Chepseba        | 3'31.42     | Asbel Kiprop        | 3'31.76     | Mekonnen Gebremedhin | 3'32.36     |
| 110 m hs               | Liu Xiang             | 13.07       | David Oliver        | 13.18       | Aries Merritt        | 13.24       |
| 3000 m siepi           | Brimin Kiprop Kipruto | 8'02.28     | Paul Kipsiele Koech | 8'02.42     | Hillary Yego         | 8'07.71     |
| Salto in lungo         | Mitchell Watt         | 8.44 m =    | Su Xiongfeng        | 8.19 m      | Ignisious Gaisah     | 8.12 m      |
| Lancio del giavellotto | Tero Pitkämäki        | 85.33 m =   | Andreas Thorkildsen | 85.12 m     | Robert Oosthuizen    | 83.73 m     |

     Atleti al primo posto nella classifica di specialità.
     Prestazione che stabilisce il nuovo record del meeting.

### Donne
| Specialità       |                   | Prestazione | 2ª classificata                              | Prestazione | 3ª classificata   | Prestazione |
| 100 m            | Veronica Campbell | 10.92       | Carmelita Jeter                              | 10.95       | Blessing Okagbare | 11.23       |
| 800 m            | Jenny Meadows     | 2'00.54     | Malika Akkaoui                               | 2'01.45     | Angelika Cichocka | 2'01.75     |
| 5000 m           | Vivian Cheruiyot  | 14'31.92    | Sentayehu Ejigu                              | 14'32.87    | Linet Masai       | 14'32.95    |
| 400 m hs         | Kaliese Spencer   | 54.20       | Lashinda Demus                               | 54.58       | Melaine Walker    | 54.96       |
| Salto triplo     | Yargelis Savigne  | 14.68 m     | Li Yanmei                                    | 14.35 m     | Ol'ga Rypakova    | 14.17 m     |
| Salto in alto    | Blanka Vlašić     | 1.94 =      | Nadija Dusanova Vita St'opina Zheng Xingjuan | 1.90 1.90   | -                 | -           |
| Salto con l'asta | Silke Spiegelburg | 4.55 m      | Carolin Hingst                               | 4.50 m      | Mary Saxer        | 4.50 m =    |
| Getto del peso   | Gong Lijiao       | 19.94 m     | Jillian Camarena                             | 19.35 m     | Li Ling           | 19.30 m     |
| Lancio del disco | Li Yanfeng        | 62.73 m     | Dani Samuels                                 | 61.98 m     | Aretha Thurmond   | 60.98 m     |

     Atlete al primo posto nella classifica di specialità.
     Prestazione che stabilisce il nuovo record del meeting.